# Ferenc Chalupetzky
Ferenc Chalupetzky (* 6. April 1886 in Magyaróvár; † 19. August 1951 in Győr) war ein ungarischer Schachautor und Schachspieler. Er zählt zu den Wegbereitern des Fernschachs.

## Schachautor
1935 gab Chalupetzky das erste Buch über ein Fernschachturnier heraus: Das große Fernturnier des Internationalen Fernschachbundes (IFSB) um die Bundesmeisterschaft 1932. Dieses Buch fand in der Schachwelt große Anerkennung, u. a. auch von Weltmeister Alexander Aljechin. Es trug wesentlich dazu bei, dass das Fernschach als gleichwertig zum Turnierschach anerkannt wurde. Außerdem veröffentlichte Chalupetzky weitere wertvolle Bücher, etwa über das Schachturnier Győr 1924.
Chalupetzky war auch einer der Teilnehmer an der Tagung des Fernschachbundes IFSB 1936 in München, als man eine Kommission ins Leben rief, die eine Weltmeisterschaft im Fernschach vorbereiten sollte.

## Schachspieler
Chalupetzky spielte einige internationale Turniere, darunter einige Fernturniere. Obwohl er nicht zur absoluten Spitze gehörte, gelangen ihm am Brett einige Siege über bekannte Schachmeister, etwa gegen Breyer (Budapest 1911) und Emanuel Lasker (Győr 1917, Simultanpartie). Gegen Marshall remisierte er 1911 in Győr.
1903 spielte er seine ersten Fernpartien. So beteiligte er sich 1905 an einem Turnier, das der Schachförderer Fürst Dadian von Mingrelien veranstaltete. In ungarischen Fernturnieren belegte er 1906, 1907 und 1908 Platz 1. Zwei Fernturniere der Wiener Schachzeitung konnte er 1911 gewinnen. Weitere Siege gelangen ihm in Turnieren der Reichspost und der Schweizerischen Schachzeitung.

## Privat
Nach dem Jurastudium arbeitete Chalupetzky ab 1920 als Richter in Győr. Er starb 1951 an einem Magenleiden.